# Ictonychinae
Gli Ictonichini (Ictonychinae Pocock, 1922; sinonimo: Galictinae) sono una sottofamiglia di Mustelidi (Mustelidae) presente in Africa, America centrale e meridionale, Medio Oriente, Asia centrale e Balcani.

## Descrizione
Questi animali sono caratterizzati da corpo allungato e zampe corte. Hanno una lunghezza testa-tronco di 20-58 centimetri, una coda di 11-19,3 centimetri e un peso compreso tra 200 grammi e 3,3 kg.
Hanno tutti formula dentaria I 3/3, C 1/1, P 3/3, M 1/2 = 34, fatta eccezione per la zorilla dalla nuca bianca: I 3/3, C 1/1, P 2/2, M 1/1 = 28.
Tutti gli Ictonichini presentano una colorazione di avvertimento più o meno contrastante e, in caso di minaccia, possono produrre una secrezione fortemente odorosa dalle loro ghiandole anali.

## Specie
Gli Ictonichini comprendono cinque generi con sette specie:
- Galictis Bell, 1826
  - Galictis vittata (von Schreber, 1776) - grigione maggiore;
  - Galictis cuja (G. I. Molina, 1782) - grigione minore.
- Ictonyx Kaup, 1835
  - Ictonyx striatus (Perry, 1810) - zorilla comune;
  - Ictonyx libycus (Hemprich e Ehrenberg, 1833) - zorilla della Libia.
- Lyncodon Gervais, 1845
  - Lyncodon patagonicus (de Blainville, 1842) - lincodonte della Patagonia.
- Poecilogale Thomas, 1883
  - Poecilogale albinucha (J. E. Gray, 1865) - zorilla dalla nuca bianca.
- Vormela Blasius, 1884
  - Vormela peregusna (Güldenstädt, 1770) - puzzola marmorizzata.

## Tassonomia
Questa sottofamiglia è stata chiamata Galictini (Galictinae) fino al 2014. Sia i termini Galictinae che Ictonychinae furono introdotti nel 1921 dallo zoologo britannico Reginald Innes Pocock nella stessa pubblicazione e persino nella stessa pagina, ma Ictonychinae compare per primo. Secondo il principio di priorità della Commissione internazionale per la nomenclatura zoologica, il nome Ictonychinae ha la priorità su Galictinae.